# Cimicomorpha
Cimicomorpha é uma  infraordem de insectos hemípteros da subordem dos heterópteros.

## Taxonomia
- Cimicoidea
  - Anthocoridae
  - Cimicidae - percevejos-da-cama
  - Polyctenidae -
  - Plokiophilidae
  - Medocostidae
  - Velocipedidae
  - Nabidae
- Miroidea
  - Miridae -
  - Microphysidae
- Tingoidea
  - Eboidae
  - Tingidae -
  - Vianaididae
- Thaumastocoroidea
  - Thaumastocoridae-
- Reduviodea
  - Pachynomidae
  - Reduviidae -
  - Phymatidae
- Incertae sedis
  - Curaliidae
  - Joppeicidae
  - Lasiochilidae
  - Lyctocoridae
  - Medocostidae